# Larsen-selfjég

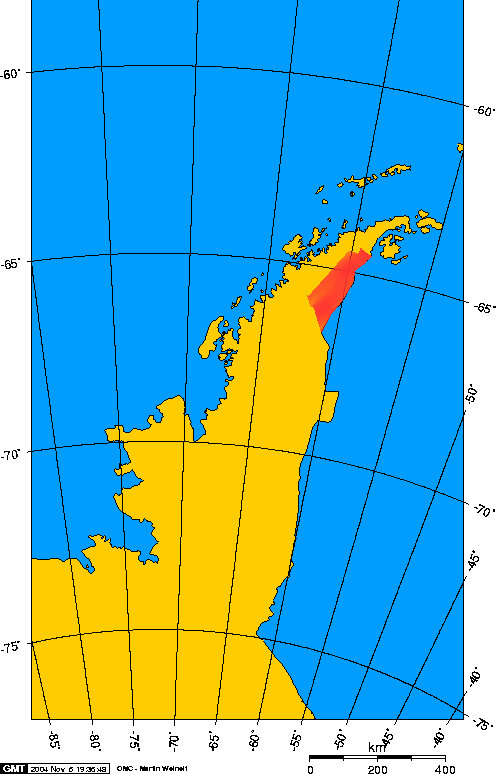
A Larsen A és a Larsen B (vörössel jelölve)

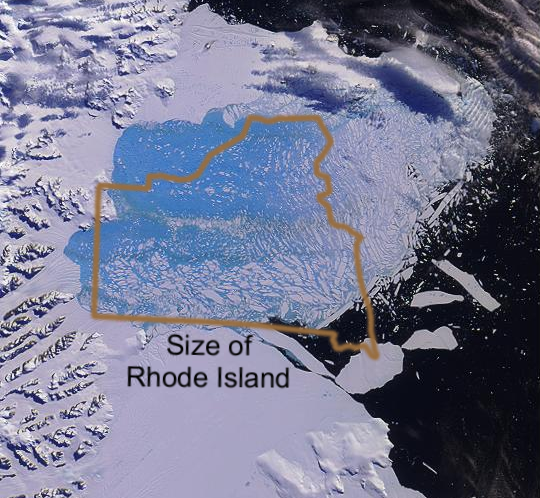
A Larsen-B 2002. január 31-én kezdett darabokra törni

A Larsen-selfjég a Nyugat-Antarktiszi jégpajzs egyik, tengerbe nyúló része (selfjege) volt a Graham-föld nyugati szélén. Két részre tagolták; a 3250 km² területű Larsen A (67°30′S, 062°30′W) 1995 januárjában esett szét.
A Larsen B 2002-ben esett szét, lényegében 2 nap alatt.
A fotón látható terület 240 km hosszú és 50 km széles; a legnagyobb vastagsága 220 méter, tömege 720 milliárd tonna, a kora kb. 12 ezer év volt.
John Mercer 1978-ban ezt mondta: „Az egyik figyelmeztető jel, ami arra utal, hogy veszélyes melegedési folyamat indult meg az Antarktiszon, az lesz, hogy a selfjég az Antarktiszi-félsziget mindkét partján darabokra törik, először északon, aztán folyamatosan egyre délebbre is.”
A  Larsen B leválását körülbelül 2100-ra valószínűsítették, és mindenkit meglepett, hogy ez száz évvel hamarabb, és pár nap alatt lejátszódott. A tévedés oka az volt, hibásan arra számítottak, hogy a jégtömbök tetején kialakult olvadékvíztavak nem ideiglenes olvadások voltak: a víz ahelyett hogy visszafagyott volna a jég felületére, utat talált magának lefelé, és a levezető repedések falait tágítva feldarabolta a jeget. A NASA Terra műholdjának Modis felvételein követhetjük a jégtömb darabokra törését; a felvételek ingyen megtekinthetőek. 
A tengeri selfjég eltűnése után belföldi jégtakaró kezd darabolódni. Al Gore Kellemetlen igazság című könyvében szemlélteti a folyamatot a globális felmelegedést kutatva. Tim Naish a Larsen B leszakadása után figyelmeztetett: további leválások várhatók.